# Mohammed Omar
Mohammed Omar (paschtunisch und persisch محمد عمر, bekannt als Mullah Omar; * um 1960 in Tschah-i-Himmat im Bezirk Chakrez der afghanischen Provinz Kandahar; † vermutlich im April 2013 in Pakistan) war Anführer der Taliban in Afghanistan und als solcher von 1996 bis 2001 Staatsoberhaupt des Islamischen Emirats Afghanistan.

## Leben

### Herkunft und frühe Jahre
Er wurde als Mohammed Omar im Dorf Tschah-i-Himmat im Distrikt Chakrez der afghanischen Provinz Kandahar als Sohn einer paschtunischen Familie des Hotak-Stammes geboren. Es gab keine Geburtsurkunde, was bei Afghanen dieses Alters häufig der Fall war. Mullah Omars Biografin Bette Dam gibt kein Geburtsjahr an, in einer von den Taliban veröffentlichten Biografie findet sich hingegen das Geburtsjahr 1960. Der pakistanische Publizist Ahmed Rashid gibt wiederum das Jahr 1959 an. Sein Vater war Mullah von Beruf und starb schon wenige Jahre nach Omars Geburt. Seine Mutter heiratete daraufhin den Bruder ihres verstorbenen Mannes. Die Familie zog in den Distrikt Dehrawud in der Provinz Urusgan um, wo Omar seine Kindheit verbrachte.
Omar besuchte eine Hujra, eine kleine Dorfschule, die wenig mehr als grundlegende Regeln des Lebens und lokale Traditionen vermittelte. Im Unterschied zu den größeren Madrasas gab es in Hujras keine geregelten Lehrpläne und nur wenige Lehrbücher, an die sich die unterrichtenden Mullahs in der Regel nicht hielten. Der Koranunterricht vermittelte eine Mischung aus lokalen Praktiken, Sufismus und Deobandismus. Der Sufismus hat Omar tief geprägt. Als er schon Staatsoberhaupt des Islamischen Emirats war, erlaubte Omar weiterhin mit dem Sufismus verbundene Praktiken wie den Glauben an Amulette und den Besuch von Schreinen, die im Salafismus als unislamisch galten. Die Schüler der Hujras waren als Taleban bekannt, aus diesen Schulen im Süden Afghanistans entstand die Taliban-Bewegung. Einigen Quellen zufolge besuchte Mullah Omar eine pakistanische Madrasa, dafür gibt es jedoch keine Belege und mehrere Weggefährten Omars bestreiten dies. Er erhielt seine Schulbildung noch vor dem sowjetischen Einmarsch 1979. Zu diesem Zeitpunkt herrschte in Afghanistan noch kein Krieg und damit gab es auch keinen Grund, nach Pakistan zu fliehen. Omar schloss die Schule ohne formalen Abschluss ab.

### Widerstand gegen die Sowjetunion
Nach dem Putsch der kommunistischen Demokratischen Volkspartei Afghanistans (DVPA) im April 1978 formierte sich ein bewaffneter Widerstand gegen die Regierung, der sich von den persischsprachigen Gebieten im Nordosten über das Zentrum und den Westen bis in paschtunischen Regionen im Süden Afghanistans ausbreitete. Im Dezember 1979 marschierte die sowjetische Armee in Afghanistan ein, um die kommunistische Regierung zu stützen. Die Vereinigten Staaten unterstützten den afghanischen Widerstand seit Mitte 1979 im Rahmen der Operation Cyclone und nach dem sowjetischen Einmarsch mit umfangreichen Waffenlieferungen und verteilte diese über Pakistan. Pakistan bildete eine Allianz aus den verschiedenen Gruppierungen des afghanischen Widerstands, den sogenannten Peschawar-Sieben, und beschränkte die Waffenzuteilungen auf deren Mitglieder. Die Mullahs und Hujra-Schüler, darunter auch Omar, schlossen sich in der Partei Harakat-i Enqelab-i Islami (Bewegung der islamischen Revolution; kurz: Harakat) unter Maulawi Mohammed Nabi Mohammedi zusammen. Harakat galt als eine der moderateren Widerstandsparteien und erhielt deutlich weniger Unterstützung vom pakistanischen Geheimdienst ISI als die radikaleren Parteien.
Omar war etwa Anfang zwanzig, als der Krieg ausbrach und sich die Koranschüler dem Widerstand anschlossen. Er war schon bald dazu gezwungen, Dehrawud zu verlassen, nachdem die Sowjets dort die Oberhand gewonnen hatten und er verwundet worden war. Er schloss sich einer Gruppe in dem Ort Haji Ibrahim im Distrikt Maiwand im Westen der Provinz Kandahar an, der in der Nähe der Fernstraße 1 zwischen Kandahar und Herat gelegen war. Diese Gruppe wurde bekannt als die „Urusgan-Bande“ und bildete den Kern der Taliban bis zu ihrem Sturz im Jahr 2001. Omar erhielt nach einigen erfolgreichen Angriffen mit Raketen den Beinamen „Mullah Rakete“ und er gewann eine Reputation als jemand, der seine Mitkämpfer aufforderte, strikten Regeln zu folgen. Zum Kommandeur einer Gruppe brachte er es jedoch während des Krieges nicht.
Ende der 1980er verlor Omar bei einem sowjetischen Luftangriff sein rechtes Auge durch umherfliegendes Schrapnell. Nach der medizinischen Erstversorgung durch einen lokalen Arzt wurde Omar in ein Krankenhaus ins pakistanische Quetta gefahren. Während seines Aufenthalts dort wurde er fotografiert. Dieses Schwarz-Weiß-Foto wurde erstmals in einem Artikel im Magazin Vanity Fair abgedruckt und war für lange Zeit das einzige öffentlich bekannte Foto von Omar.

### Nach dem Abzug der Sowjetunion
Wie viele seiner Mitstudenten versuchte Omar, nach dem Abzug der Sowjetunion 1989 zurück in sein normales Leben zu finden. Omar erhielt die Verantwortung als Mullah über eine Moschee, obwohl er die Ausbildung nicht abgeschlossen hatte, und wurde ab diesem Zeitpunkt „Mullah Omar“ genannt. Er kehrte ein- oder zweimal nach Dehrawud zurück und heiratete während einer dieser Besuche seine erste Ehefrau und wurde bald darauf Vater.

### Aufstieg zum Anführer der Taliban
Nach dem Sturz der Regierung von Muhammad Nadschibullāh im April 1992 wurde die Hauptstadt Kabul während des Bürgerkriegs zum Schauplatz von Kämpfen zwischen verschiedenen Mudschahedin-Fraktionen und dabei zu großen Teilen völlig zerstört. In den paschtunischen Gebieten im Süden des Landes verhinderten die Gesellschaftsstrukturen den Aufstieg mächtiger Warlords  und die politische Landschaft blieb sehr viel fragmentierter als im Norden und Westen Afghanistans. Die Bevölkerung in Omars Wohnort Haji Ibrahim war ab 1993 zunehmend von Blockaden der nahen Fernstraße betroffen, wo unterschiedlichste bewaffnete Gruppen an Kontrollpunkten Wegzölle einforderten und daraus hohe Einnahmen erzielten. Die Gruppe um Mullah Omar entsandte mehrfach eine Delegation zu einem der Kommandeure und erinnerte an den gemeinsamen Kampf in zurückliegenden Tagen und die gemeinsamen Ziele.
Die Vermittlungsversuche der Gruppe aus Haji Ibrahim versandeten ergebnislos, erregten jedoch die Aufmerksamkeit einer einflussreichen Familie aus der Transportmafia und Teil eines Drogenkartells mit Verbindungen nach Pakistan und Büros in Singapur und Dubai, der durch die Zölle der Warlords hohe Einnahmen entgingen. Der älteste Sohn der Familie, Haji Bashar, war Gouverneur des Maiwand-Distrikts, in dem Mullah Omars Wohnort gelegen war. Im Sommer 1994 berief Haji Bashar eine Versammlung ein, zu der auch Mullah Omar und seine Urusgan-Gruppe eingeladen waren, um zu beratschlagen, wie gegen die Warlords vorgegangen werden kann. Haji Bashar erklärte, die Koranschüler seien die einzige neutrale Partei im Konflikt und könnten daher die Unterstützung der bedeutendsten Stammesführer der Region auf sich vereinigen und schlug Mullah Omar als Anführer vor, weil er als unbedeutender Mullah von niemandem als Bedrohung empfunden werden würde. Nach einigem Zögern nahm er die Rolle an und rekrutierte Koranschüler aus der Gegend. In einer Tonbandaufzeichnung, die 1996 entstand, sprach Omar vor einer Menge selbst über die Anfänge der Taliban. „Wir Studenten“, sagte Omar und benutzte dabei das Wort Taliban, „müssen uns erheben. Wenn wir Allah dienen wollen, müssen wir aufhören zu studieren und anfangen zu kämpfen.“
Den Koranschülern, verstärkt durch Haji Bashars Miliz, gelang es in Gefechten, zwei Warlord-Gruppen zu besiegen und in den Besitz weiterer Waffen zu gelangen. Die Bewegung gelangte zu lokaler Prominenz und wurde bald als die Taliban bezeichnet. Eine andere Erzählung lautet, die Erhebung sei Reaktion auf die Entführung und Vergewaltigung zweier junger Mädchen gewesen, worauf dreißig Koranschüler das Lager der Entführer angriffen und den Befehlshaber am Kanonenrohr eines Panzers aufhängten. Nach einigen Wochen ergab sich die Regierung der Provinz Urusgan kampflos. Die Regierung Burhānuddin Rabbānis mit Verteidigungsminister Ahmad Schah Massoud unterstützte nun die Taliban in der Hoffnung, diese könnten den Rivalen Gulbuddin Hekmatyār im Süden schwächen und stellten mehrere Kampfjets, Helikopter und finanzielle Mittel im Wert von mehreren Millionen US-Dollar zur Verfügung. Im Oktober 1994 nahmen die Taliban ein großes Waffenlager Hekmatyārs in Spin Boldak ein, wo ihnen u. a. 18.000 Kalaschnikow-Gewehre in die Hände fielen. Am 5. November 1994 nahmen die Taliban Kandahar ein.
Omar war gemeinsam mit Mullah Hassan Rahmani eine Führungsfigur der Taliban bei der Einnahme Kandahars 1994, wo Rahmani die Rolle des Statthalters und später des Generalgouverneurs über die südlichen Provinzen Afghanistan übernahm. Omar blieb Oberster Anführer der Bewegung, die im September 1996 mit der Einnahme Kabuls die militärische Herrschaft über Afghanistan erreichte.
Eine Versammlung von 1.600 afghanischen Geistlichen verlieh ihm 1996 den Titel (أمير المؤمنين, Amir al-Mu'minin, „Führer der Gläubigen“). Damit war Omar Oberhaupt des Islamischen Emirats Afghanistan. Internationale Proteste löste er mit seinem Befehl im März 2001 zur Zerstörung der Buddhastatuen von Bamiyan aus.
Im Oktober 1998 fand sein erstes Treffen mit einem Diplomaten der Vereinten Nationen, Lakhdar Brahimi, statt. Omar lebte und arbeitete zurückgezogen in seiner Regierungsvilla in Kandahar, auch nachdem die Taliban die afghanische Hauptstadt Kabul erobert hatten. Er traf sich nur selten mit Nicht-Muslimen, und es gibt nur sehr wenige Fotos von ihm.
Omar hatte drei Ehefrauen. Die erste und dritte stammen aus Urozgan und seine zweite Frau Guljana aus Singesar, die er 1995 minderjährig heiratete. Er hatte ferner fünf Kinder, wovon sein ältester Sohn Mullah Mohammad Yaqoob in der Führung der Talibanbewegung tätig ist.

### Sturz der Taliban
Die nach dem 11. September 2001 von den USA geforderte Auslieferung Osama bin Ladens lehnte Omar in einem Telefoninterview als „unislamisch“ ab und machte die vergangene US-amerikanische Außenpolitik für die Terroranschläge verantwortlich. Nach dem Sturz der Taliban Ende 2001 war Omar auf der Flucht. Auf seine Ergreifung setzte die US-Regierung ein Kopfgeld in Höhe von 10 Millionen Dollar aus. Er soll sich zu dieser Zeit in Kandahar unter dem Schutz eines lokalen Stammesführers befunden haben. Danach wurde er Anführer der militanten Organisation Quetta Shura, die sich aus den Resten der gestürzten Taliban-Regierung bildete.
Am 25. Juli 2005 meldete sich Omar angeblich mittels einer Tonbandbotschaft und rief dazu auf, die Angriffe auf ausländische Truppen in Afghanistan zu intensivieren. Er verlangte ferner, bei den Aktionen möglichst die afghanische Zivilbevölkerung nicht in Mitleidenschaft zu ziehen. Die Echtheit des Tonbandes konnte allerdings nicht bestätigt werden.
Am 22. Oktober 2006 forderte Omar die in Afghanistan stationierten NATO-Truppen auf, das Land zu verlassen, und kündigte Anschläge gegen die Truppen an. Sein Aufenthaltsort galt zu diesem Zeitpunkt als unbekannt. Im Januar 2007 behauptete der ehemalige Pressesprecher der Taliban, Muhammad Hanif, dass Mullah Omar von Pakistan aus operiere und sich dort mit Hilfe des pakistanischen Geheimdienstes versteckt halte.
Der saudische König Abdullah soll, um den afghanischen Versöhnungsprozess zu forcieren, Mullah Omar politisches Asyl angeboten haben.
Für das Jahr 2009 kündigte Mullah Omar „eine Explosion der Gewalt in Afghanistan“ an. Sein Aufenthaltsort wurde damals in der pakistanischen Stadt Quetta vermutet. Im Herbst 2009 soll er mit Unterstützung des pakistanischen Geheimdienstes ISI nach Karatschi geflohen sein.
Mitte November 2010 wandte sich Omar in einer mehrsprachigen Botschaft an mehrere Medien. Darin forderte er Muslime weltweit zu Spenden auf. Zusätzlich lehnte er ein Angebot der afghanischen Regierung über 35.000 Stellen für seine Kämpfer bei den Gesprächen zwischen den Taliban und der Karzai-Regierung ab.
Omar könnte sich nach Medienberichten im Mai 2011 in Quetta, Pakistan aufgehalten haben, wo der pakistanische Geheimdienst ihn aufgefordert haben soll, das Land zu verlassen.

### Tod
Erst im Sommer 2015 wurde bekannt, dass Omar vermutlich seit 2013 tot ist. Nach verschiedenen Quellen starb er in einem Krankenhaus in Karatschi, möglicherweise an Tuberkulose. Sein Tod wurde von der afghanischen Regierung, von den Taliban und aus pakistanischen Militär- und Geheimdienstkreisen bestätigt. Auch die USA halten diese Berichte für glaubwürdig.
Die niederländische Journalistin Bette Dam veröffentlichte im Februar 2019 das Buch The Secret Life of Mullah Omar. Dieser Veröffentlichung zufolge soll Omar Afghanistan nie verlassen haben. Nach den Aussagen seines Leibwächters soll Omars letzte Bleibe, ein über einen Geheimgang zugängliches Hinterzimmer einer Hütte, angeblich nur wenige Kilometer vom amerikanischen Armeestützpunkt Wolverine entfernt gewesen sein. 2013 starb der selbsternannte Emir offenbar an einer Krankheit. Sein Leibwächter zeichnete das Bild eines kauzigen Einsiedlers, der aus Angst vor dem Entdecktwerden aufhörte, religiöse Gesänge aufzuzeichnen, und jede ärztliche Hilfe ablehnte.